# محمد علي محمود
محمد علي محمود هو سياسي عراقي ولد في أربيل عام ١٨٩٢ وتوفي في بيروت ١٩٧٠ شغل مناصب وزارية مختلفة خلال العهد الملكي في العراق.
شغل منصب كاتب مدرسة الحقوق العراقية بعد إعادة افتتاحها عام 1919، وقد خلفه إبراهيم الواعظ بعد تخرجه في السنة الثانية.
شغل منصب وزير المالية خلفا لجعفر أبو التمن في وزارة حكمت سليمان عام 1937، كما عين بمنصب وزير بلا وزارة في أواخر أيام وزارة رشيد عالي الكيلاني الثالثة ثم بمنصب وزير الأشغال والنقل في وزارة رشيد عالي الكيلاني الرابعة عام 1941.
ثم حكم بالسجن 5 سنوات في قضية حركة مايس 1941.
ثم شغل منصب وزير العدل في وزارات المدفعي السابعة والجمالي الثانية ونوري السعيد الثانية عشر بالإضافة لشغلة منصب نائب رئيس الوزراء في وزارة الجمالي الأولى ومنصب وزير الإعمار بالوكالة إلى جانب شغلة منصب وزير العدل عام 1955 خلفا للوزير المستقيل عبد المجيد محمود القره غولي.